# Carbonate d'uranyle
Le carbonate d'uranyle est un composé chimique de formule UO2CO3. Il s'agit du sel d'uranyle et d'acide carbonique. Il se présente sous la forme d'un solide de jaune-vert. On le trouve dans plusieurs minéraux comme l'andersonite, la wyartite (en), et surtout la rutherfordine, ainsi que dans le charbon et les cendres volantes. C'est également un constituant important des eaux d'infiltration des mines d'uranium.
Le carbonate d'uranyle anhydre est stable jusqu'à 500 °C. On trouve le dicarbonate UO2(CO3)22− à la fois sous forme solide et en solution, ainsi que le tricarbonate UO2(CO3)34− en solution. Le dicarbonate existe également comme trimère (UO2(CO3)2)36−, la concentration de cette espèce étant étroitement dépendante du pH de la solution.
Le carbonate d'uranyle se forme essentiellement en milieu basique sous pression partielle élevée de CO2. Il peut être obtenu par chauffage d'un mélange de trioxyde d'uranium UO3 et de dioxyde de carbone à 300 °C.
UO3 + CO2 → UO2CO3.